# T20 Medium Tank
T20 Medium Tank – amerykański prototypowy czołg średni opracowany podczas II wojny światowej, będący pierwszym z serii pojazdów (T20, T22, T23), opracowanych w celu zastąpienia czołgów M4 Sherman.
Prace nad projektem rozpoczęte zostały w 1942 roku. Początkowo planowano budowę trzech prototypów wyposażonych w różne wieże i armaty (T20 – 76 mm, T20E1 – 75 mm, T20E2 – 76,2 mm) oraz wykorzystujących różne rodzaje zawieszenia. Ostatecznie ukończono dwa pojazdy (T20 i T20E3), oba wyposażone w armatę kalibru 76 mm.
Równolegle opracowywano czołgi T22 i T23, różniące się głównie zastosowanym rodzajem skrzyni biegów (w T20 – hydrodynamiczna, w T22 – mechaniczna, w T23 – elektryczna). T22, początkowo wyposażony w armatę kalibru 76 mm, przezbrojony został w wieżę i armatę nieukończonego czołgu T20E1, otrzymując oznaczenie T22E1. T23, nad którym prace zostały zakończone jako pierwsze w 1943 roku, również uzbrojony został w armatę kalibru 76 mm i trafił do produkcji seryjnej.
Łącznie zbudowano 250 czołgów T23, nigdy nie trafiły one jednak do służby. Kontynuacja prac nad nowym czołgiem średnim doprowadziła do powstania pojazdu T25 oraz ostatecznie T26, który trafił do służby jako M26 Pershing.